# Eokochia saxicola
Eokochia es un género monotípico de plantas fanerógamas pertenecientes a la familia Amaranthaceae. Su única especie:Eokochia saxicola, es originaria del Mediterráneo donde se distribuye por Ischia, Capri y Stromboli.

## Taxonomía
Eokochia saxicola fue descrita por  (Guss.) Freitag & G.Kadereit. 
Sinonimia
- Kochia saxicola Guss.
- Bassia saxicola (Guss.) A.J.Scott